# Artur Tarnowski
Artur Kazimierz Juliusz Adam Tarnowski herbu Leliwa (ur. 3 marca 1903 w Pałacu Tarnowskich w Tarnobrzegu, zm. 19 grudnia 1984 w Montrealu) – polski ziemianin, rolnik, działacz społeczny, polityk, poseł na Sejm w II RP.

## Życiorys
Artur Kazimierz Juliusz Adam Tarnowski urodził się 3 marca 1903 roku w Tarnobrzegu, w rodzinie Zdzisława i Zofii Marii Róży z Potockich. Był przedstawicielem linii wielowiejsko-dzikowskiej magnackiego rodu Tarnowskich.
Ukończył prowadzoną przez benedyktynów Downside School w hrabstwie Somerset w Anglii, a w 1920 zdał maturę w II Cesarsko-Królewskiej Wyższej Szkole Realnej w Krakowie. 31 lipca 1920 wyruszył na wojnę polsko-bolszewicką jako szeregowiec z prywatnym plutonem jazdy wyposażonym przez ojca i na początku września dołączył do 5 szwadronu (zapasowego) 8 Pułku Ułanów Księcia Józefa Poniatowskiego. Za swój udział w pościgach za jednostkami Armii Czerwonej został odznaczony Krzyżem Walecznych. W listopadzie 1921 ukończył Szkołę Podchorążych Piechoty w Warszawie i Centralną Szkołę Jazdy w Grudziądzu. Na podporucznika został awansowany ze starszeństwem z 1 sierpnia 1921 roku. W latach 1921–1924 studiował w Instytucie Handlowym przy Katolickim Uniwersytecie w Lowanium, a w 1926 ukończył dwuletni Wyższy Kurs Ziemiański we Lwowie. W dwudziestoleciu międzywojennym był oficerem rezerwowym 8 Pułku Ułanów w Krakowie.
Po przewrocie majowym z 1926 wraz z ojcem poparł marszałka Józefa Piłsudskiego. We wrześniu 1927 wziął udział w zjeździe dzikowskim między przedstawicielami obozu rządowego z Walerym Sławkiem na czele a środowiskiem konserwatystów małopolskich. Był jednym z organizatorów i patronów struktur Bezpartyjnego Bloku Współpracy z Rządem w powiecie tarnobrzeskim.
W 1935 roku został posłem na Sejm IV kadencji (1935–1938), wybranym z listy państwowej (BBWR) 39 165 głosami z okręgu nr 79 (powiaty: łańcucki, przeworski, niżański i tarnobrzeski). Pracował w komisji oświatowej.
W 1937 po śmierci ojca został ostatnim panem na Dzikowie. Zajmował się administracją tego majątku. Poza tym pełnił liczne funkcje publiczne, m.in. był członkiem Okręgowego Towarzystwa Rolniczego w Tarnobrzegu. Był również prezesem Powiatowej Straży Pożarnej, członkiem Rady Miejskiej Tarnobrzega i Gminy Dzików, członkiem Rady Powiatowej i Wydziału Powiatowego w Tarnobrzegu, a także radcą Lwowskiej Izby Rolniczej.
W 1938 przekazał siostrom służebniczkom ze Starej Wsi prowadzenie ochronki w Mokrzyszowie.
30 sierpnia 1939 stanął jako ochotnik do dyspozycji dowódcy Okręgu Korpusu Nr X w Przemyślu, gen. Wacława Scaevoli-Wieczorkiewicza i otrzymał funkcję oficera łącznikowego. Wykonując obowiązki w toku wojny obronnej, 9–10 września wywiózł najcenniejszą część zbiorów dzikowskich do Lwowa. Po wypełnieniu zadań został 13 września przeniesiony na własną prośbę do macierzystego 8 Pułku Ułanów Księcia Józefa Poniatowskiego (w składzie Armii „Lublin”), lecz do niego nie dotarł. Od 14 do 23 września służył pod rozkazami płk. Stanisława Künstlera, dowódcy artylerii we Froncie Północnym gen. Stefana Dąb-Biernackiego. Na jego polecenie zorganizował szwadron kawalerii z rozbitych oddziałów. 23 września zdjął mundur, a 24 września wpadł w ręce Niemców pod Zamościem, jednak tego samego dnia uciekł i 27 września dotarł do Dzikowa. Na zamku kwaterował sztab Wehrmachtu, pozostawiając rodzinie Tarnowskiego kilka pokoi w skrzydle. Tarnowski znalazł się tam pod aresztem, a władze niemieckie zagroziły rozstrzelaniem jego żony i dzieci w razie ponownej ucieczki. 6 października został wywieziony wraz z ppor. Bolesławem Chrościckim do Oflagu II E w Neubrandenburgu. Później przebywał w Oflagu II D Gross-Born.
Po wyzwoleniu na początku maja 1945 z oflagu wstąpił do 1 Dywizji Pancernej, w której jego starszy brat Jan (1900–1966) był adiutantem gen. Stanisława Maczka. Żona z czwórką dzieci, która opuściła pałac w 1944, po przedostaniu się przez zieloną granicę dołączyła do niego w 1946 w Meppen na terenie polskiej strefy okupacyjnej w Niemczech. Po demobilizacji w maju 1947 roku osiedlił się wraz z rodziną w Brukseli, a w 1951 roku wyemigrowali do Kanady i zamieszkali w Montrealu.
Był współtwórcą Skarbu Narodowego w Belgii, później w Kanadzie, zasiadając w jego władzach do 1982 roku. Za zasługi w pracach zarządu Stowarzyszenia Polskiego oraz Polskiego Instytutu Dobroczynności w Kanadzie (obecnie Polski Dom Pomocy Społecznej im. Marii Curie-Skłodowskiej) został odznaczony Złotą Odznaką Honorową Kongresu Polonii Kanadyjskiej. Pracował jako zastępca kierownika działu dywanów i kotar w domu handlowym Morgan's, a jego żona jako kreślarka w zakładach lotniczych Canadair.
Artur Tarnowski był właścicielem zbiorów dzikowskich – bezcennego zbioru dzieł sztuki i literatury, który w czasie II wojny światowej uległ rozproszeniu. Rodzina Artura Tarnowskiego włożyła wiele wysiłku w to, aby po 1989 roku znaczna część tej kolekcji wróciła do Polski. Zmarł 19 grudnia 1984 roku w Montrealu. Został pochowany w krypcie rodzinnej w Sanktuarium Matki Bożej Dzikowskiej w Tarnobrzegu.

## Rodzina i życie prywatne
15 lipca 1931 zawarł związek małżeński z Różą Marią hr. Zamoyską (1911–2005), z którą miał czworo dzieci: Marię Zofię (ur. 1932), Jana Artura (1933–2024), Marcina Juliusza (1935–2009) i Pawła Zdzisława (1937–2018).

## Ordery i odznaczenia
- Krzyż Oficerski Orderu Odrodzenia Polski (3 maja 1977)[21]
- Krzyż Walecznych
- Medal Wojska
- Medal Pamiątkowy za Wojnę 1918-1921
- Wielki Krzyż Honoru i Dewocji Zakonu Maltańskiego[8].